# Beata Agrell
Signe Beata Gerda Agrell, född 18 juni 1944, är professor emerita i litteraturvetenskap vid Göteborgs universitet. Hon blev filosofie doktor 1983 och professor år 2000.
Beata Agrell har bland annat skrivit böcker och artiklar om Sven Delblanc, om litterära återbruk och konventionskritik i 1960-talets nya svenska prosa samt om tidig svensk arbetarlitteratur. Vidare har hon skrivit teoretiska artiklar om receptionsteori och läsning, fenomenologi (medvetandefilosofi), genreproblematik och narratologi (berättarkonst). För närvarande fortsätter hon sin forskning på tidig svensk arbetarlitteratur med fokus på Dan Andersson, Martin Koch, Maria Sandel och Elf Norrbo (pseud. för Johan August Törnblom). Vidare arbetar hon med begrundande läsning och indirekt meddelelse i det tidiga 1900-talets mycket spridda fromma berättelser (Elisabeth Beskow, Betty Janson, Anna Ölander, Mathilda Roos, etc.)
Beata Agrell är dotter till zoofysiologen Ivar Agrell och sondotter till slavisten Sigurd Agrell.

## Priser och utmärkelser
- 2009 – Schückska priset